# Allotriozoon heterandromorphum
Allotriozoon heterandromorphum är en stekelart som beskrevs av Grandi 1916. Allotriozoon heterandromorphum ingår i släktet Allotriozoon och familjen fikonsteklar. Inga underarter finns listade i Catalogue of Life.